# Communes du Bénin

Communes du Bénin.

Les communes constituent le deuxième niveau des unités administratives du Bénin après les 12 départements. Elles sont au nombre de 77 et sont elles-mêmes divisées en 545 arrondissements. Les communes remplacent les sous-préfectures et les circonscriptions urbaines depuis la réforme de 1999.

## Alibori

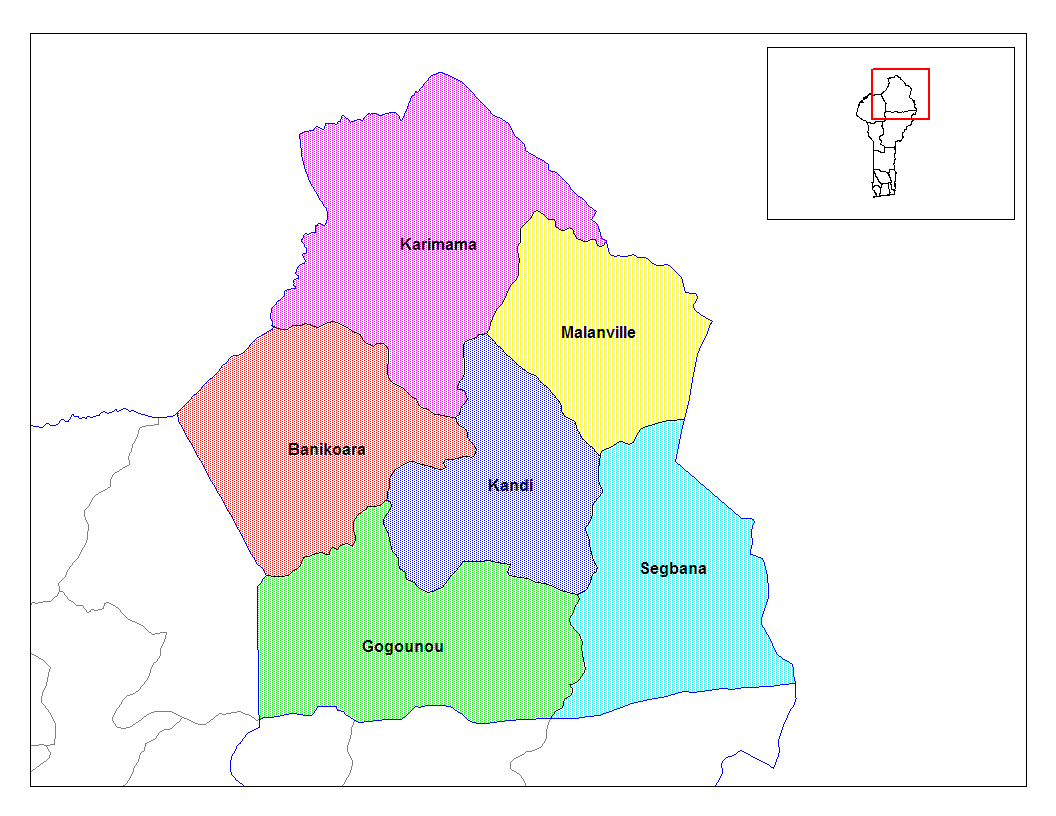
Alibori

1. Banikoara
2. Gogounou
3. Kandi (chef-lieu)
4. Karimama
5. Malanville
6. Segbana

## Atacora

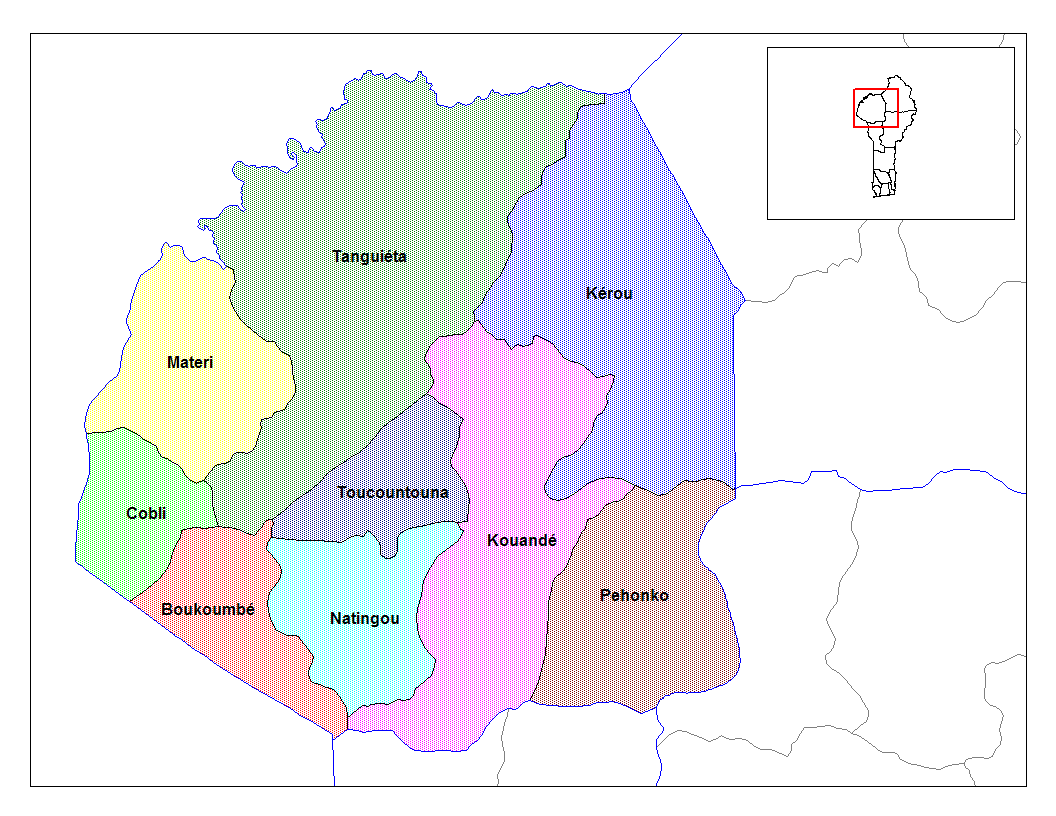
Atacora

1. Boukoumbé
2. Cobly
3. Kérou
4. Kouandé
5. Matéri
6. Natitingou (chef-lieu)
7. Péhunco
8. Tanguiéta
9. Toucountouna

## Atlantique

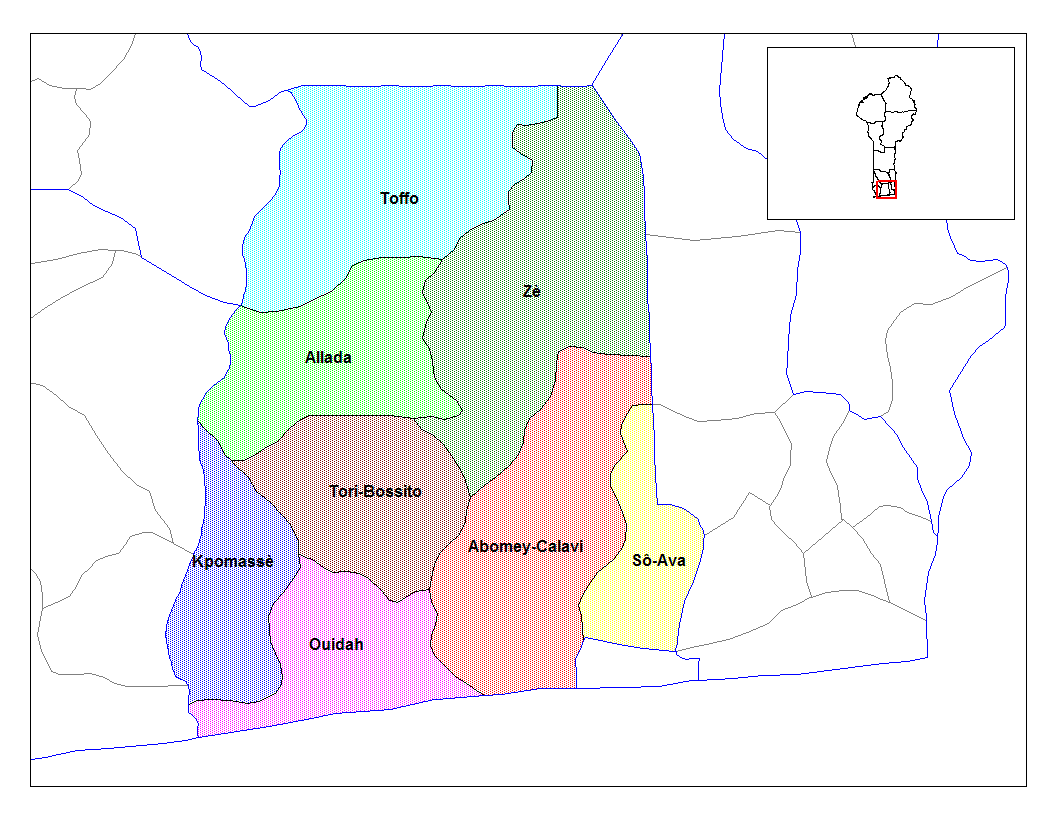
Atlantique

1. Abomey-Calavi
2. Allada (chef-lieu)
3. Kpomassè
4. Ouidah
5. Sô-Ava
6. Toffo
7. Tori-Bossito
8. Zè

## Borgou

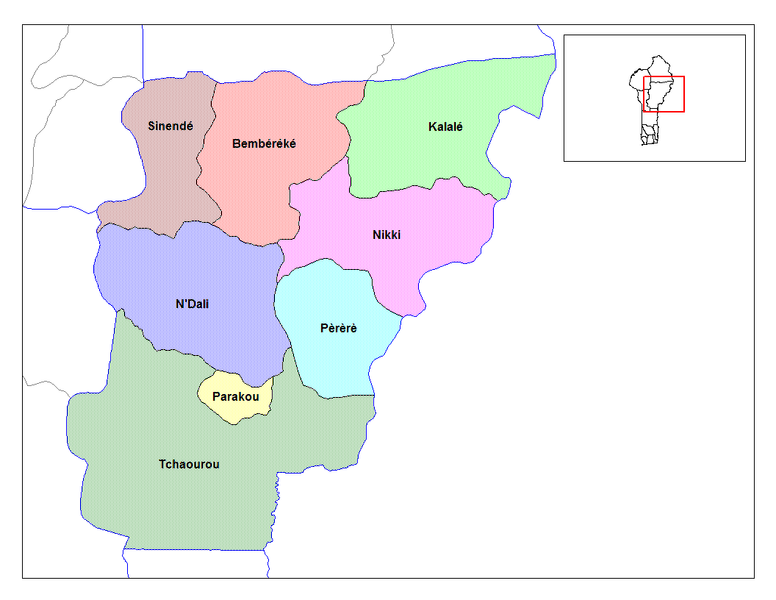
Borgou

1. Bembéréké
2. Kalalé
3. N'Dali
4. Nikki
5. Parakou (chef-lieu)
6. Pèrèrè
7. Sinendé
8. Tchaourou

## Collines

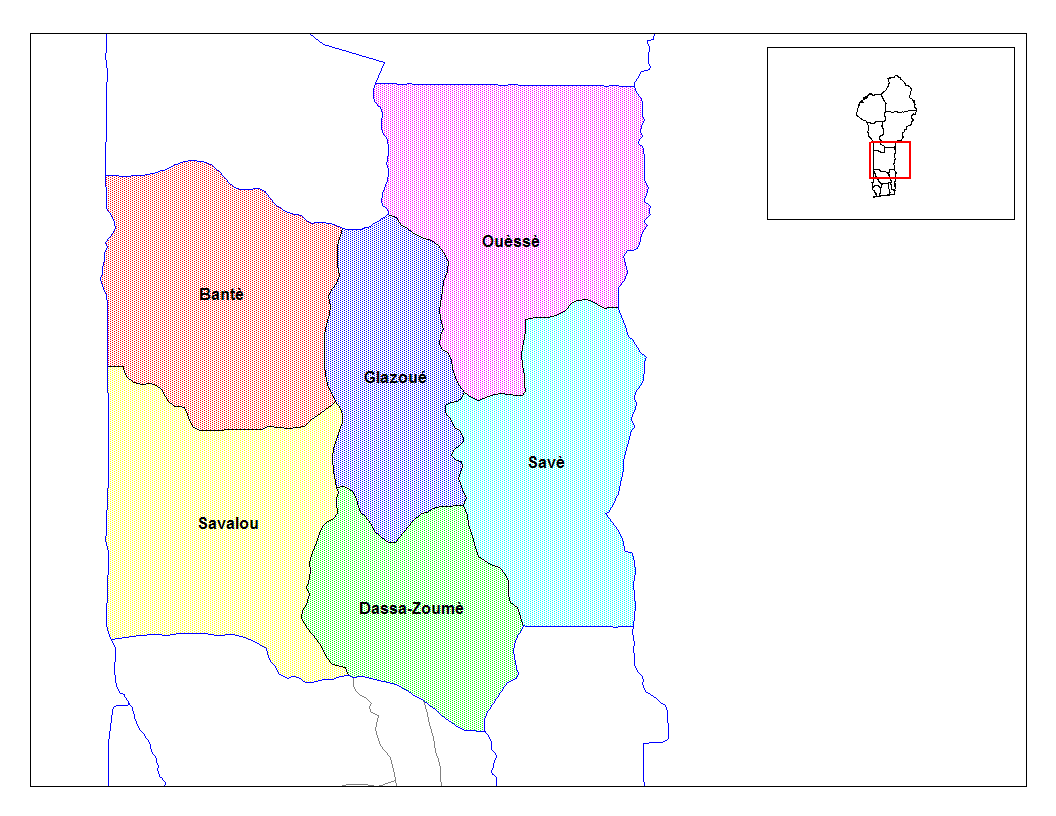
Collines.

1. Bantè
2. Dassa-Zoumé (chef-lieu)
3. Glazoué
4. Ouèssè
5. Savalou
6. Savè

## Couffo

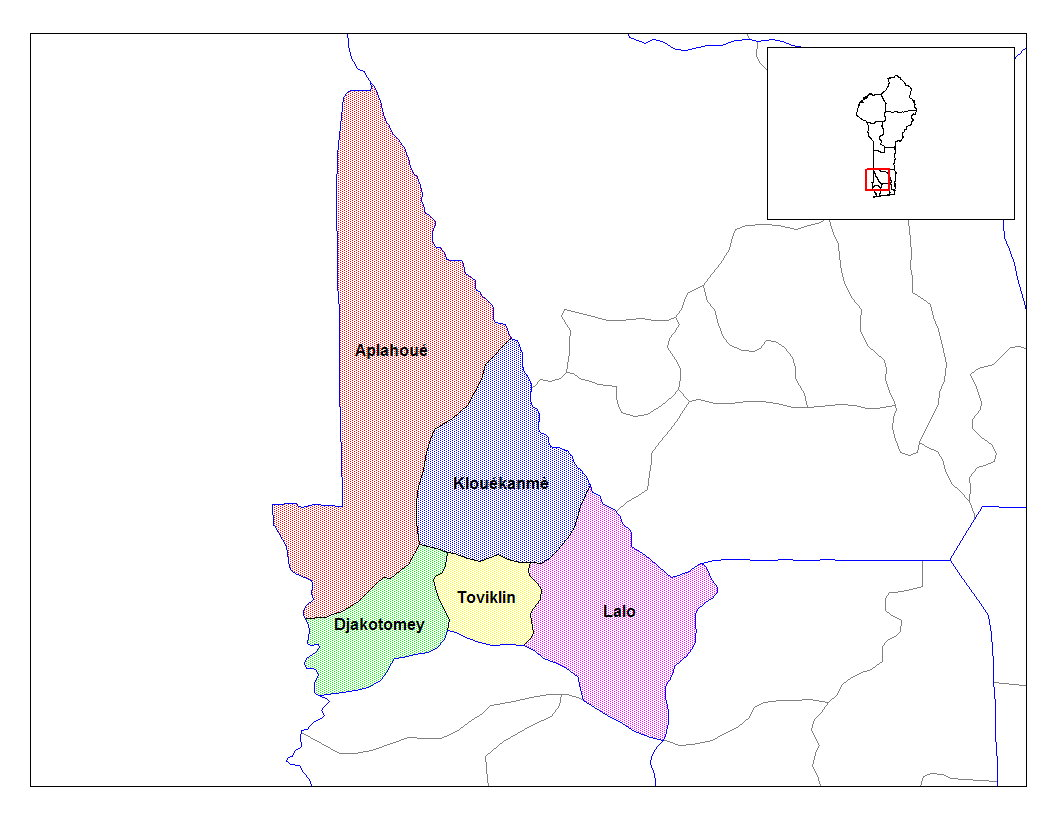
Couffo

1. Aplahoué (chef-lieu)
2. Djakotomey
3. Dogbo
4. Klouékanmè
5. Lalo
6. Toviklin

## Donga

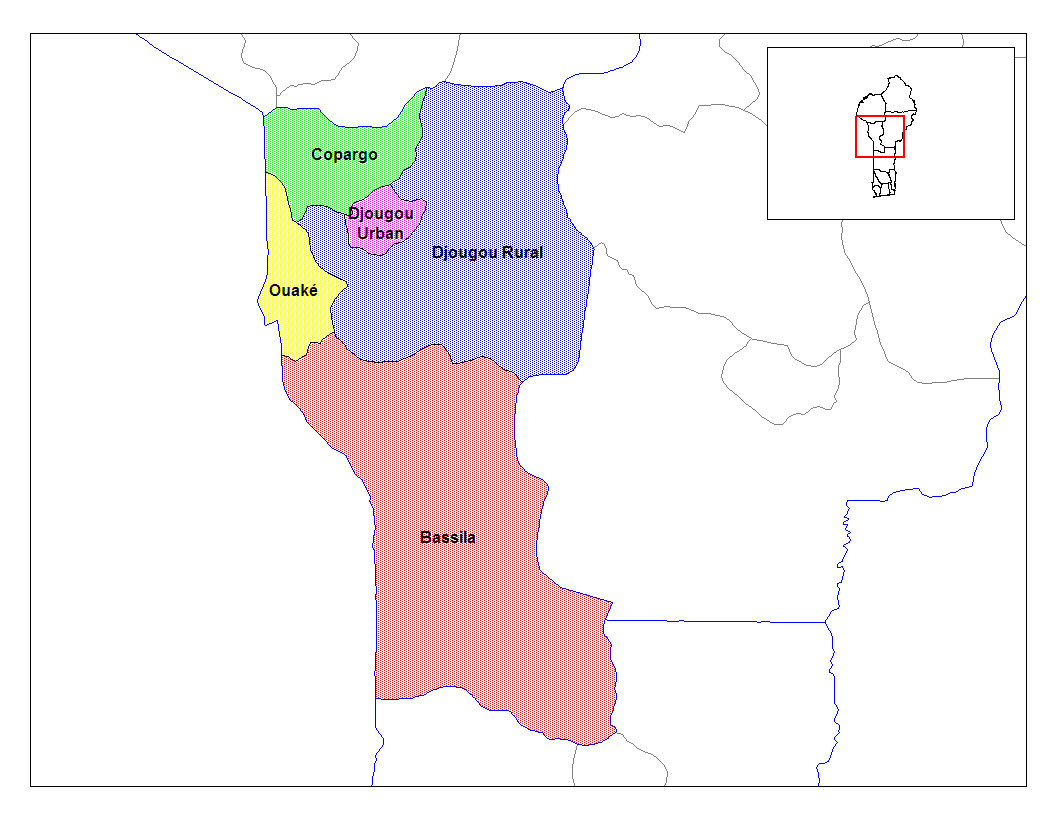
Donga

1. Bassila
2. Copargo
3. Djougou (chef-lieu)
4. Ouaké

## Littoral

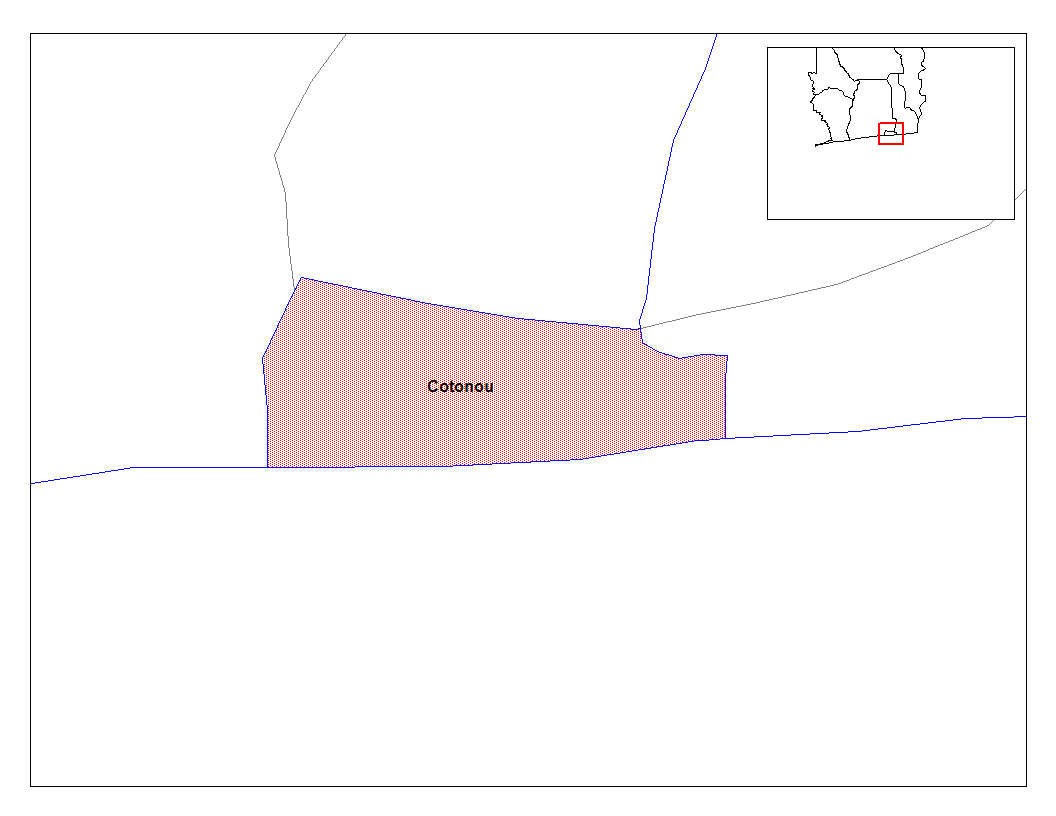
Littoral

1. Cotonou (chef-lieu)

## Mono

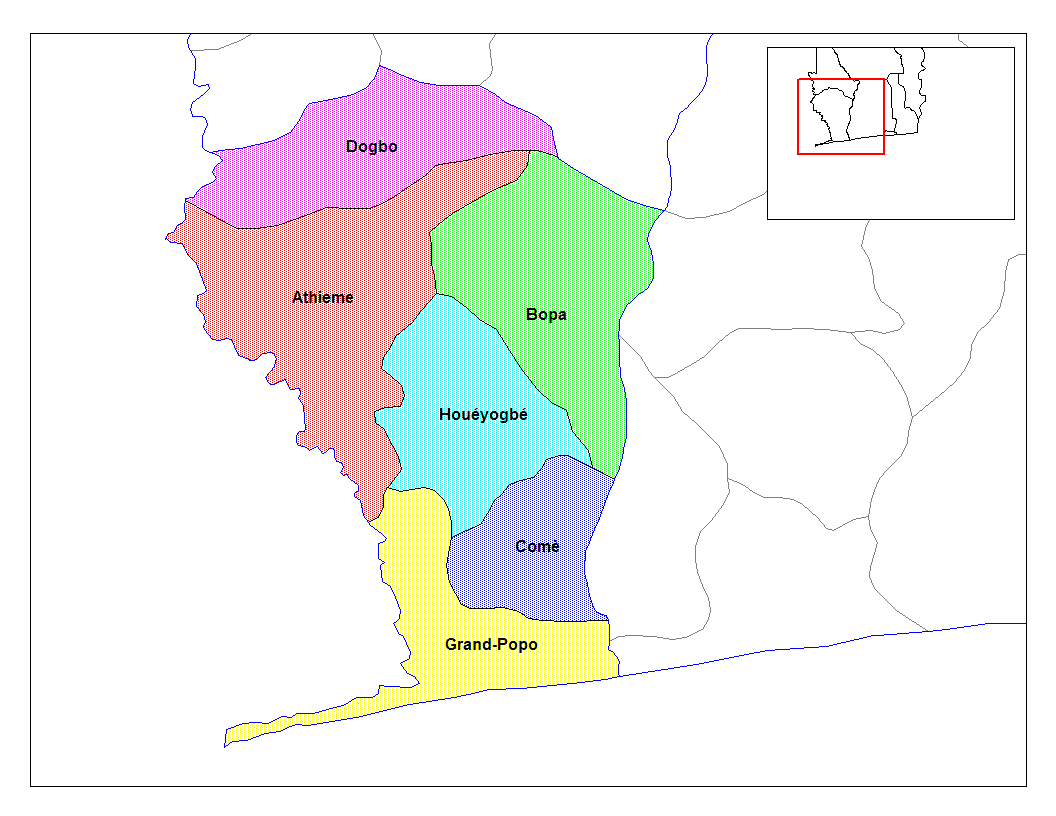
Mono

1. Athiémé
2. Bopa
3. Comè
4. Grand-Popo
5. Houéyogbé
6. Lokossa (chef-lieu)

## Ouémé

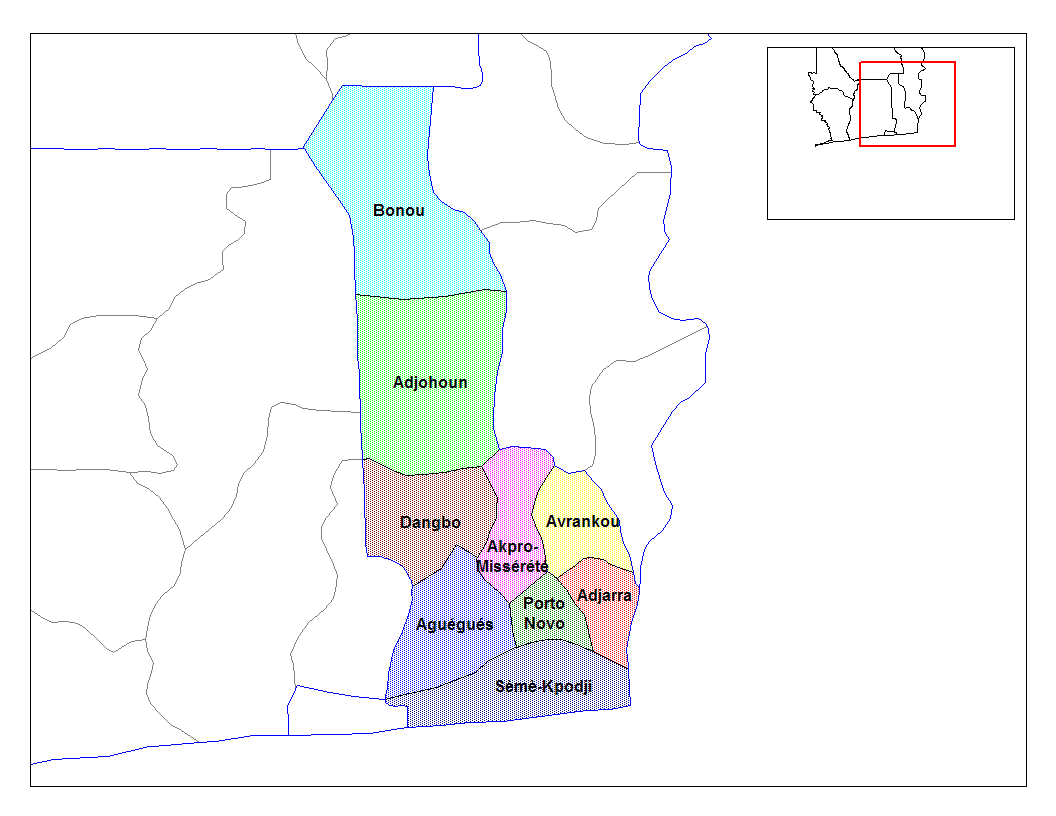
Ouémé

1. Adjarra
2. Adjohoun
3. Aguégués
4. Akpro-Missérété
5. Avrankou
6. Bonou
7. Dangbo
8. Porto-Novo (chef-lieu)
9. Sèmè-Kpodji

## Plateau

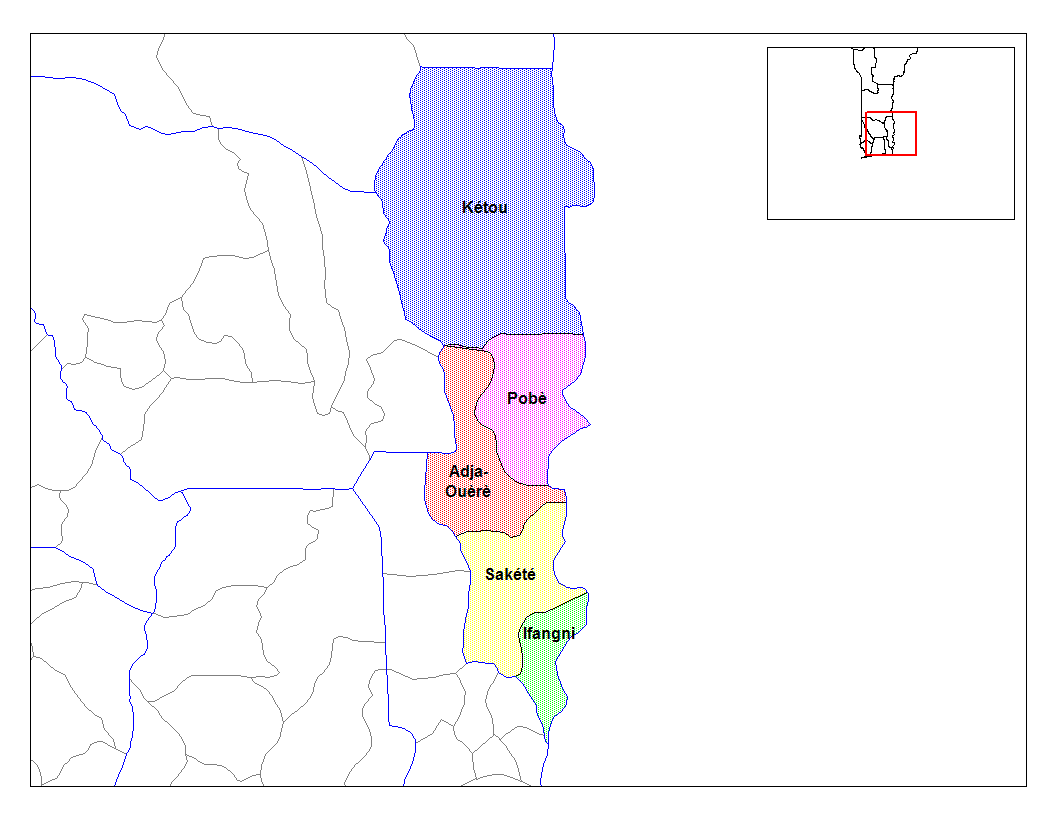
Plateau

1. Adja-Ouèrè
2. Ifangni
3. Kétou
4. Pobè (chef-lieu)
5. Sakété

## Zou

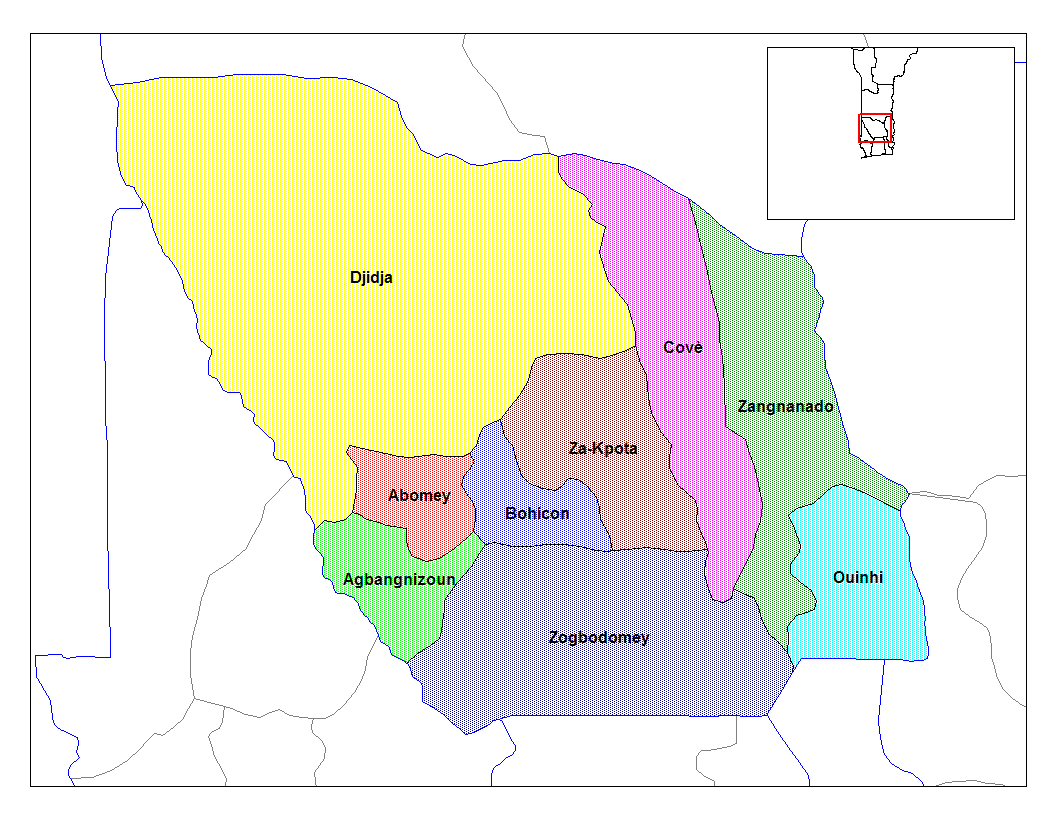
Zou

1. Abomey (chef-lieu)
2. Agbangnizoun
3. Bohicon
4. Covè
5. Djidja
6. Ouinhi
7. Za-Kpota
8. Zagnanado
9. Zogbodomey